# Hernán Losada
Hernán Pablo Losada (ur. 9 maja 1982 w Buenos Aires) – argentyński piłkarz występujący na pozycji pomocnika.

## Kariera
Losada zawodową karierę rozpoczynał w sezonie 2003/2004 w Independiente. W Primera División Argentina zadebiutował 25 października 2003 w przegranym 0:2 meczu z Rosario Central. Pierwszą bramkę w trakcie gry w Primera División Argentina zdobył 5 grudnia 2003 w wygranym 2:1 pojedynku z Atlético Rafaela. W Independiente grał przez dwa sezony. W tym czasie rozegrał tam 50 ligowych spotkań i zdobył 6 bramek.
W 2005 roku przeszedł do chilijskiego Universidad de Chile. Pełnił tam jednak rolę rezerwowego i w sezonie 2005/2006 zagrał tam w 6 meczach. W lipcu 2006 roku podpisał kontrakt z belgijskim Germinalem Beerschot. W pierwszej lidze belgijskiej zadebiutował 5 sierpnia 2006 w przegranym 0:1 meczu z Anderlechtem. 30 września 2006 w wygranym 6:2 pojedynku z Excelsiorem Mouscron, zdobył trzy bramki, które były jego pierwszymi w trakcie gry w lidze belgijskiej.
Latem 2008 roku za 1,1 miliona euro przeszedł do klubu RSC Anderlecht, również grającego w pierwszej lidze. Pierwszy ligowy mecz w jego barwach zaliczył 16 sierpnia 2008 przeciwko Cercle Brugge (0:1). W sezonie 2008/2009 wywalczył z klubem wicemistrzostwo Belgii.
W 2009 roku został wypożyczony do holenderskiego SC Heerenveen, a w 2010 roku do Royal Charleroi. W 2011 roku przeszedł do Beerschotu AC. W 2013 roku został zawodnikiem Lierse SK.